# 좌골신경통

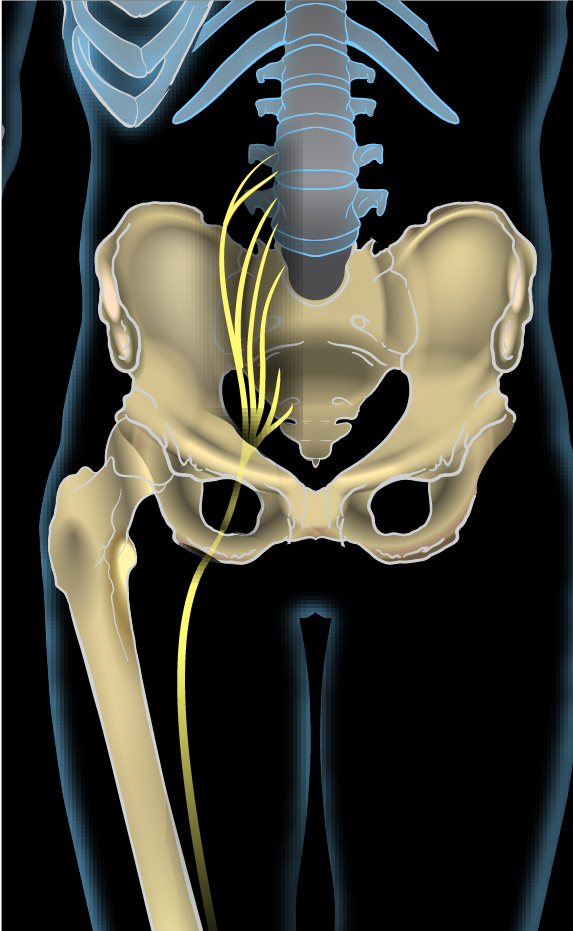

좌골신경통(Sciatica)은 등에서부터 다리로 이어지는 통증이다. 이 통증은 다리의 뒷부분, 바깥쪽, 앞쪽에서 아래로 발생할 수 있다. 무거운 리프팅과 같은 활동에 이어 급성으로 발병하는 것이 보통이지만 점진적인 발병 또한 가능하다. 증상은 보통 몸의 한쪽 측면에서 나타난다. 그러나 특정 병인에 따라 몸의 양측에 모두 발생할 수 있다. 요통이 가끔 존재한다. 영향을 받은 발다리의 여러 부위에 약화가 발생할 수 있다.

## 같이 보기
- 요통
- 저림
- 궁둥신경
- 추간판 탈출증